# Szemenszedett boldogság
A Szemenszedett Boldogság (eredeti cím: Love, Wedding, Marriage) 2011-ben bemutatott amerikai romantikus-filmvígjáték melyet Dermot Mulroney rendezett. A főszerepben Mandy Moore, Kellan Lutz, James Brolin, Jane Seymour és Christopher Lloyd látható.
2011. június 3-án jelent az Amerikai Egyesült Államokban. Magyarországon DVD-n adták ki szinkronizálva.

## Cselekmény
Úgy tűnik, minden jól megy Ava és Charlie számára, akik nemrég ünnepelték esküvőjüket, és azóta is 
boldog házasságban élnek. Azonban a hivatásos házassági tanácsadó, Ava számára egy világ omlik össze, amikor megtudja, hogy édesanyja, Betty 30 év házasság után el akar válni. Ava ezt nem akarja elfogadni, ezért mindent megpróbál, hogy megmentse szülei házasságát. Ő és nővére tudomást szerez apjuk jól őrzött titkáról, ami a szüleik válásához vezet.  A javítási szándék kivitelezése azonban próbára teszi a saját házasságát.

## Szereplők
| Szerep       | Színész                   | Magyar hang   |
| ------------ | ------------------------- | ------------- |
| Ava          | Mandy Moore               | Mezei Kitty   |
| Charlie      | Kellan Lutz               | Szabó Máté    |
| Betty Gold   | Jane Seymour              | Kovács Nóra   |
| Bradley Gold | James Brolin              | Forgács Gábor |
| Shelby Gold  | Jessica Szohr             | Kelemen Kata  |
| Gerber       | Michael Weston            | Posta Victor  |
| Kasia        | Marta Żmuda Trzebiatowska | Simonyi Réka  |
| Ian          | Richard Reid              | Baráth István |
| Dr. George   | Christopher Lloyd         | Izsóf Vilmos  |
| Courtney     | Alyson Hannigan           |               |
| Lloyd        | Alexis Denisof            | Horváth Illés |